# Brian Gallant
Brian Alexander Gallant (nascido em 27 de abril de 1982) foi primeiro-ministro da província canadiana de New Brunswick de 2014 a 2018. Foi o mais jovem primeiro-ministro do Canadá, com 34 anos. De ascendência acadiana e holandesa, Gallant trabalhou como advogado antes de ganhar a liderança do Partido Liberal da Nova Brunswick em outubro de 2012, assegurando a equitação em uma eleição parcial em 15 de abril de 2013, logo seguida por sua tomada de posse como Líder da Oposição.